# 794年
| 千纪： | 1千纪                                                                                           |
| 世纪： | 7世纪 \| 8世纪 \| 9世纪                                                                         |
| 年代： | 760年代 \| 770年代 \| 780年代 \| 790年代 \| 800年代 \| 810年代 \| 820年代                       |
| 年份： | 789年 \| 790年 \| 791年 \| 792年 \| 793年 \| 794年 \| 795年 \| 796年 \| 797年 \| 798年 \| 799年 |
| 纪年： | 甲戌年（狗年）；唐貞元十年；南诏上元十一年；日本延曆十三年；渤海国大興五十七年，中興元年        |

## 大事记
- 中國
  - 南詔正式歸附唐朝，在神川之戰大破吐蕃。
- 朝鲜半岛
  - 渤海国王大元义被杀，上任国王大钦茂之孙大華璵嗣立，將渤海國都從東京龍原府遷回上京龍泉府，直至渤海滅國。
- 日本
  - 桓武天皇從長岡京遷都平安京，奈良時代結束，平安時代開始。
- 歐洲
  - 盧托斯戰役，阿斯圖里亞斯王國的軍隊成功伏擊哥多華的穆斯林軍隊。

## 逝世
- 渤海國王大元義